# 애리조나 주립 대학교
애리조나 주립 대학교(Arizona State University, 약칭 ASU)는 미국 애리조나주에 있는 주립 대학교로, Carnegie Classification of Institutions of Higher Education 에 의해 매우 왕성한 연구 활동을 인정 받는 연구중심대학(RU/VH: Research University/ very high research activity)이다. 피닉스 광역 도시권에 네 개의 캠퍼스로 이루어져 있으며, 애리조나 주립 대학교의 메인 캠퍼스인 템피 캠퍼스(Tempe campus)는 애리조나주의 수도인 피닉스(Phoenix)로부터 동쪽으로 약 13킬로미터 떨어진 다운타운 템피에 위치하고 있다. 2009년 이래 등록 학생 수 기준으로 미국 공립 대학교 중 가장 큰 규모의 대학교가 되었다.

## 역사
1885년 템피 보통 학교(Tempe Normal School)란 이름으로 설립되었으며, 이후 몇 차례 이름을 바꾼 뒤, 1945년 애리조나 주립 대학(Arizona State College)으로, 1958년 현재의 이름으로 교명을 변경하였다. 1984년에 피닉스 북서쪽에 서부 캠퍼스가, 1996년 메사 동부에 산업 기술 캠퍼스(Polytechnic campus)가, 2006년에 피닉스 도심 캠퍼스(Downtown Phoenix campus)가 설립되었다.

## 교육 및 연구

### 평가
2015년 Academic Ranking of World Universities의 세계 대학 학술 순위에서 애리조나 주립 대학교는 전 세계 상위 500개 대학 중 93위에 랭크되었다 (서울대 101-150위권, 카이스트 201-250위권). 또한 최상위권 미국 대학 관계자들을 대상으로 조사한 결과, 애리조나 주립 대학교는 "가장 혁신적인 발전을 이루어 나가는 28개 대학" 중 1위로 뽑히면서 스탠포드 대학교(2위)와 메사추세츠 공과대학(MIT, 3위)을 앞질렀다.
2016년 U.S. News & World Report는 전 세계 1,800 여개 대학의 학부를 평가한 결과, 애리조나 주립 대학교를 미국 공립 대학 중 62위, 미국 전체 대학 중 129위로 평가하였다. 이같은 결과는 전미 최대의 학부생 규모를 갖춘 애리조나 주립대 특성상, 학부 과정에의 입학이 비교적 수월하기 때문인 것으로 보인다. 실제로 애리조나 주립 대학교는 학부과정 보다는 대학원 과정 프로그램들이 매우 우수한 것으로 알려져 있다. 세부 전공별로 상위권에 랭크된 대학원 프로그램으로는, 전미 로스쿨 상위 25위인 법학대학원(Sandra Day O'Connor College of Law)을 비롯하여 행정대학원(Public Affairs)이 13위, 교육대학(Mary Lou Fulton Teachers College)이 14위, 경영대학원(W.P. Carey)이 30위에 랭크되었다. 또한 Supply Chain management (3위), Legal Writing (7위), Business Analytics (11위), Dispute Resolution (11위), criminology (12위), 지구과학 (20위), 회계학(12위), 전기공학 (27위), 항공우주공학 (28위), Finance (31위), 경제학 (36위), 심리학 (38위) 등이 상위학과에 랭크되어 있으며, 언론대학원(Walter Cronkite School of Journalism and Mass Communication)은 컬럼비아 대학교(Columbia University)의 언론대학원과 함께 미국 저널리즘 대학 공동 5위에 랭크된 바 있다.